# 장커즈
장커즈(張克治, 장극치)는 중화민국의 무술가이다. 아명(兒名)은 장커치(張克齊, 장극제)이다.
그는 어릴 적에 황비홍(黃飛鴻, 황페이훙)의 제자였던 임가곤(林家坤, 린자쿤)에게서 홍가권(洪家拳)을 배운 후 중화민국에서 여러 제자를 양산하고 있다.

## 대표적인 제자들
- 필서신(畢庶信, 비수신)
- 진청하(陳淸河, 천칭허)